# Astragalus strigulosus
Astragalus strigulosus är en ärtväxtart som beskrevs av Carl Sigismund Kunth. Astragalus strigulosus ingår i släktet vedlar, och familjen ärtväxter. Inga underarter finns listade i Catalogue of Life.